# Rhopalodes perfusa
Rhopalodes perfusa är en fjärilsart som beskrevs av W. Warren 1904. Rhopalodes perfusa ingår i släktet Rhopalodes och familjen mätare. Inga underarter finns listade.